# 瓶子草科
瓶子草科共包括3属17种，全部原生于美洲。眼鏡蛇瓶子草屬和瓶子草屬原生于北美洲，太陽瓶子草屬原生于南美洲。眼鏡蛇瓶子草屬(Darlingtonia)产地主要在加州北部和俄勒冈州南部的山区，在加州海拔较低的沿海湿地，也有零星的群落。瓶子草屬主要分布在美国东南部的贫瘠湿地中，该属里的紫瓶子草(Sarracenia purpurea)分布区域最广，会一直延伸到加拿大境内，因其分布纬度的差异，也分成了南方(ssp. venosa)和北方(ssp. purpurea)两个亚种。太陽瓶子草屬生长在委内瑞拉、巴西和圭亚拉接壤的特普伊山上。
本科植物都是食肉植物，从根茎中长出由叶子衍化的瓶子似器官，里面充满消化液，瓶口还有倒长的毛或蜡质光滑边缘，使陷入的虫子无法逃出。其中紫瓶子草是加拿大纽芬兰与拉布拉多省的省花。
1981年的克朗奎斯特分类法将其列入猪笼草目，1998年根据基因亲缘关系分类的APG 分类法认为应该分入杜鹃花目。

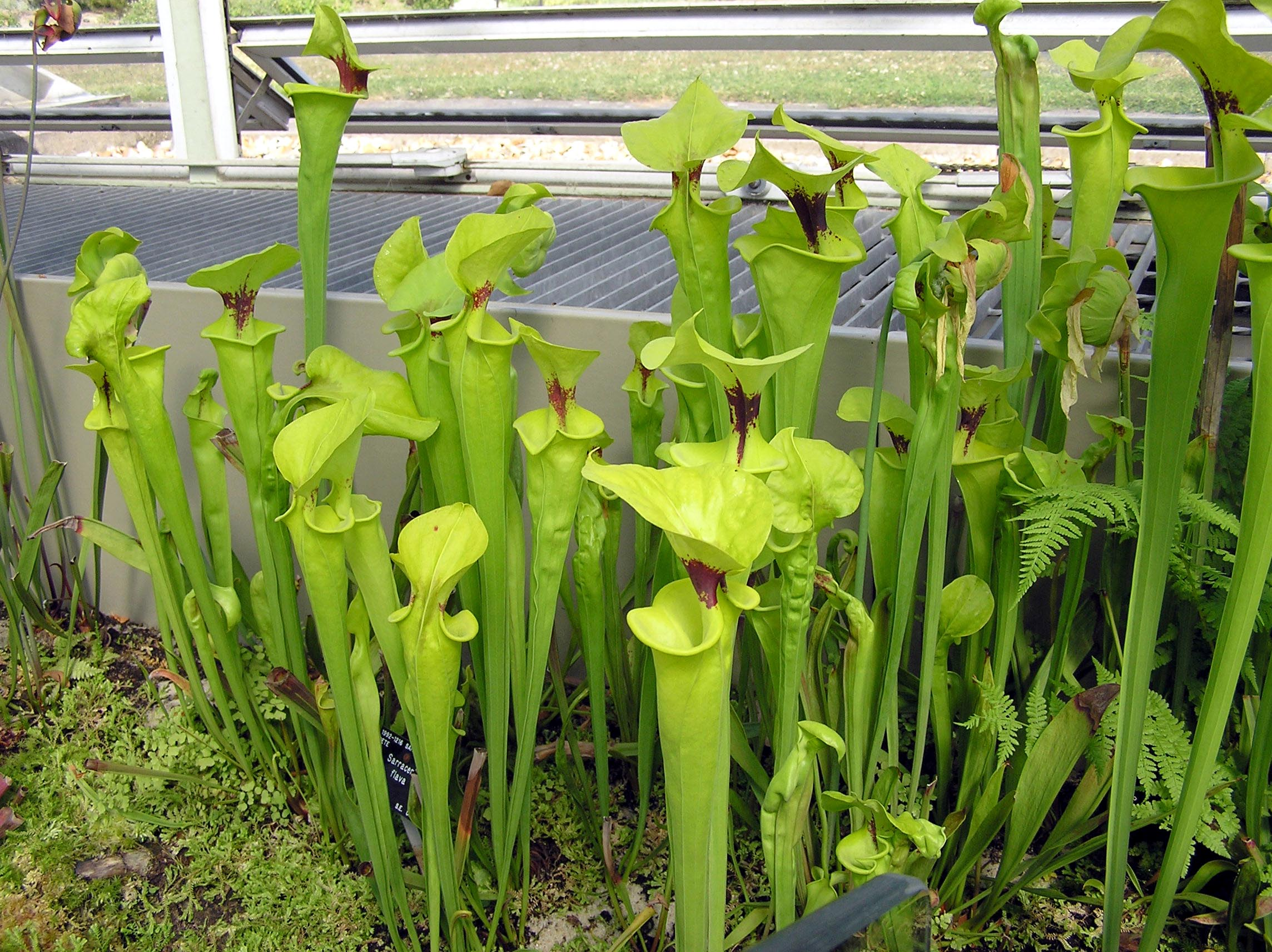
黄瓶子草 Sarracenia flava
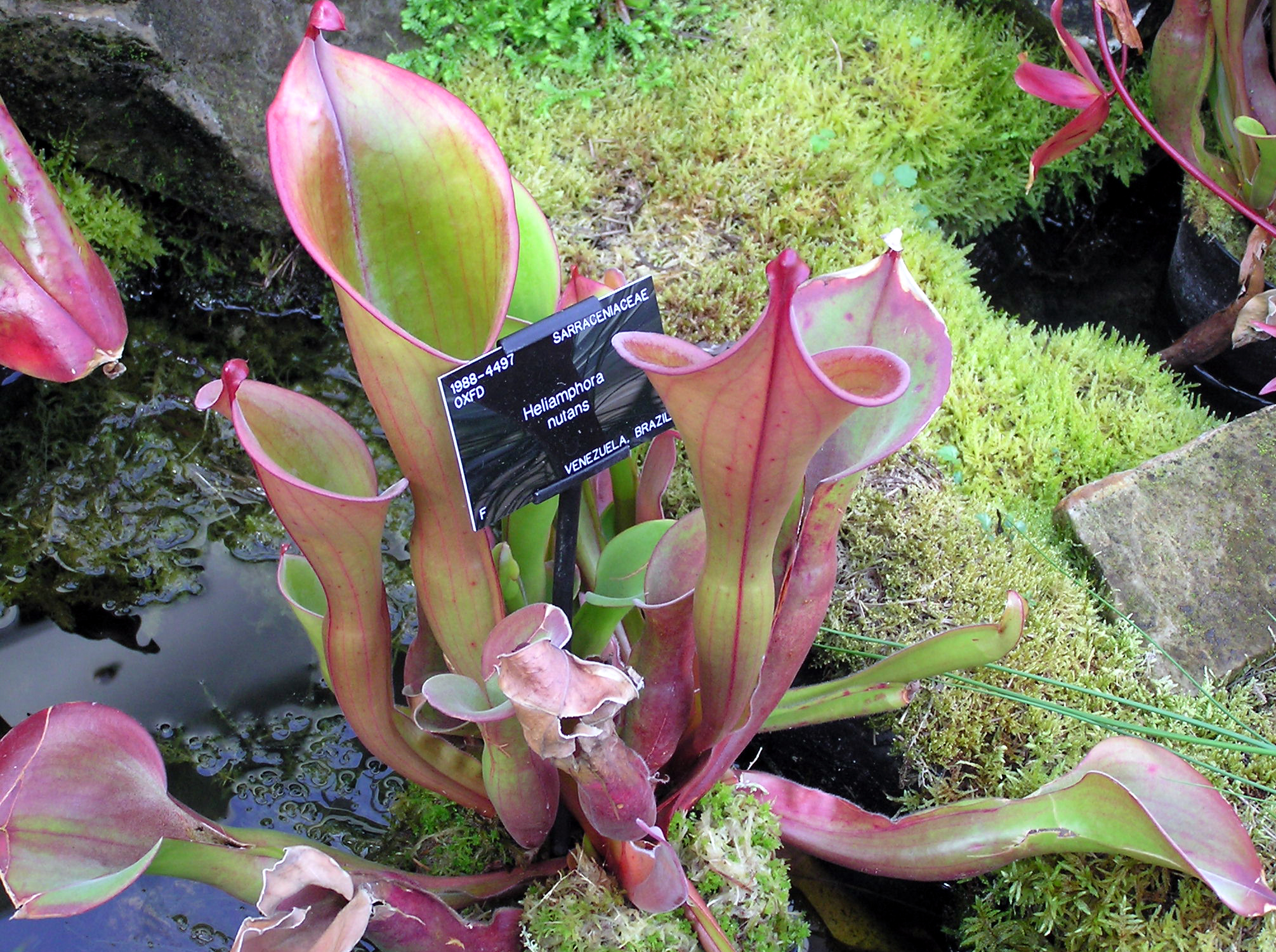
太阳瓶子草 Heliamphora nutans
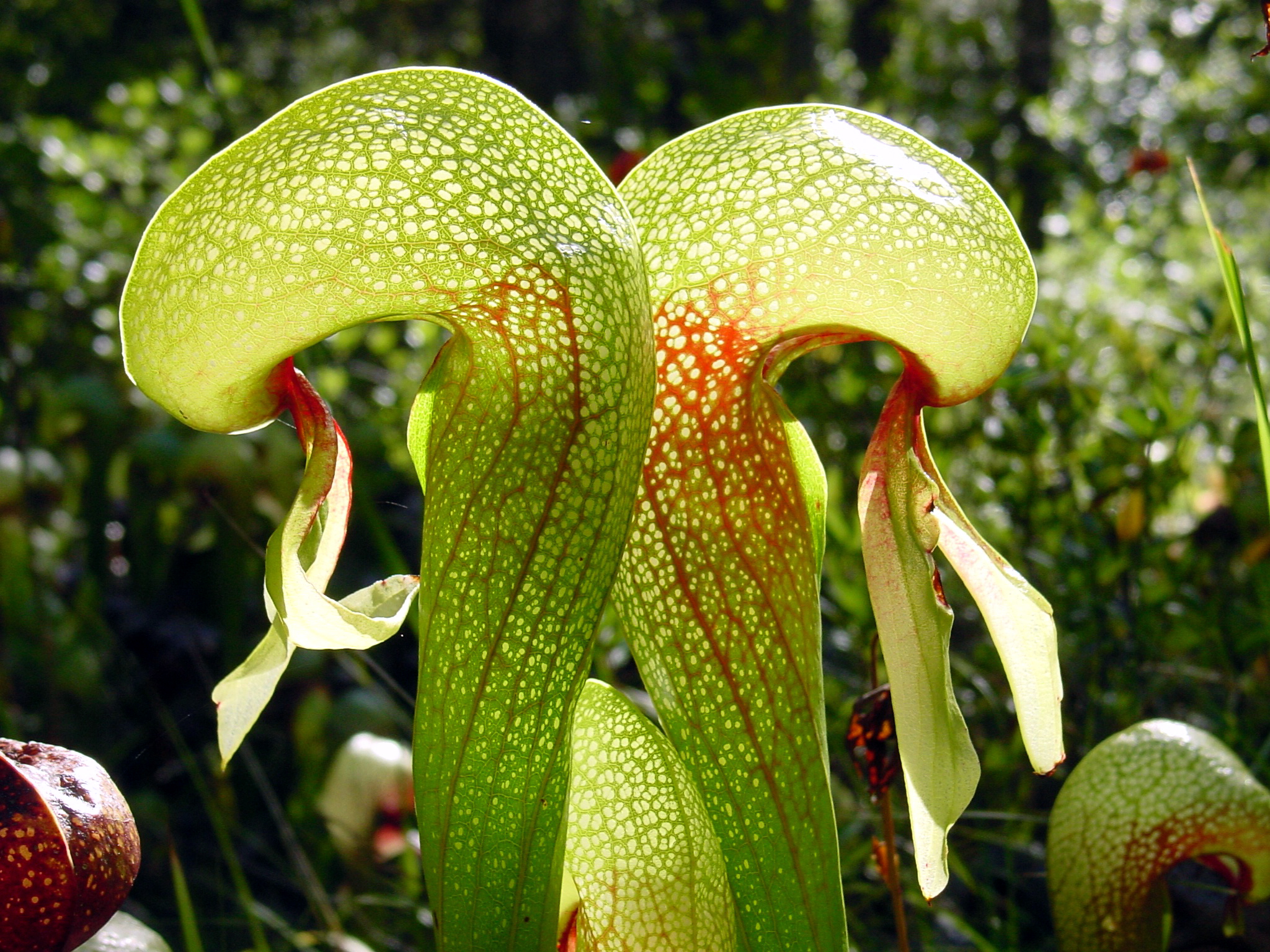
眼鏡蛇瓶子草 Darlingtonia californica
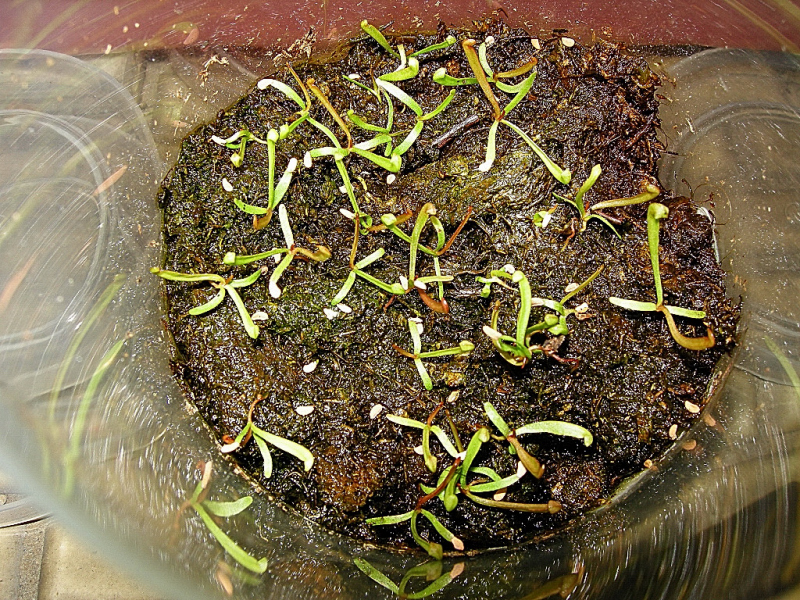
紫瓶子草苗 Sarracenia purpurea